# Hyalophora reducta
Hyalophora reducta är en fjärilsart som beskrevs av Berthold Neumoegen 1891. Hyalophora reducta ingår i släktet Hyalophora och familjen påfågelsspinnare. Inga underarter finns listade i Catalogue of Life.